# Haunted Hill
Haunted Hill ist ein US-amerikanischer Horrorfilm aus dem Jahr 1999 und die Neuverfilmung des Films Das Haus auf dem Geisterhügel mit Vincent Price von 1959.

## Handlung
Steven Price ist durch den Vergnügungspark „Terror Incognita“, in welchem er die Menschen mit besonderen Achterbahnen und anderen Attraktionen in Todesangst versetzt, steinreich geworden. Am Geburtstag seiner Noch-Ehefrau Evelyn Stockard-Price, mit der ihn eine Hassliebe verbindet, erreicht sein makaberer Humor einen neuen Höhepunkt: Ohne seine Frau darüber zu unterrichten, schreibt er ihre Gästeliste um und lädt eine Gruppe selbst ausgesuchter Leute in die ehemalige Vannacutt Psychiatrie ein. In dieser Irrenanstalt waren die Patienten vor 60 Jahren unter der Leitung von Dr. Richard Benjamin Vannacutt gefoltert und zu medizinischen Zwecken missbraucht worden, bis es zu einem Aufstand kam, bei dem alle Ärzte und Patienten, außer fünf Mitarbeitern, starben.
Steven verspricht jedem Gast, der die Nacht in dem alten Haus überlebt, eine Million US-Dollar als Preisgeld. Um seine ahnungslosen Gäste in Angst und Schrecken zu versetzen, hat Price das Haus präparieren und mit technischen Spielereien ausstatten lassen. Ein eigens angeheuerter Techniker soll die Spezialeffekte überwachen und kontrollieren.
Als die Gäste in Hillhouse eintreffen, ist Steven verwirrt, denn weder sind es Evelyns Bekannte, noch sind es seine Freunde. Es sind Fremde, die auch einander noch nie zuvor begegnet sind. Sara Wolfe (die sich als "Jennifer Jenzen" ausgibt), Eddie Baker, Melissa Marr, Donald Blackburn und Watson Pritchett sind nicht minder verwundert, doch Steven beschließt, sein geplantes Geburtstagsspiel trotzdem durchzuziehen. Als Evelyn hinzustößt und fragt, "wer zum Teufel" die Fremden seien, wird sie fast von einer zerspringenden Deckendekoration aus Glas aufgeschlitzt. Steven offeriert den Besuchern, dass sie nur die Nacht in Hillhouse überleben müssten und sie würden jeweils eine Million US-Dollar erhalten. Dann überreicht er den Gästen geladene Pistolen, um "die Spannung zu erhöhen". Doch Pritchett ist seltsam nervös und will Hillhouse so schnell wie möglich verlassen. Als er hysterisch wird, aktiviert sich plötzlich die zentrale Sicherheitsverriegelung des Hauses und alle Gäste sitzen fest. Als Steven den Techniker aufsucht, um ihm ein Lob für den gelungenen Streich auszusprechen, reagiert der Techniker empört: er hatte mit der Verriegelung nichts zu tun. Natürlich verdächtigt Steven seine Frau.
Man beschließt, die Kellergewölbe zu erkunden, weil sich dort die Steuerung für die Zentralverriegelung befinden soll. Die Anwesenheit der Besucher scheint jedoch paranormale Kräfte zu wecken, denn nach und nach verschwinden und sterben Teilnehmer. Erstes Opfer ist Melissa, die von den Geistern der früheren Ärzte und Krankenschwestern verschleppt und zerstückelt wird. Anschließend stirbt der Techniker, der von Steven mit ausgehöhltem Gesicht aufgefunden wird. Evelyn stirbt vermeintlich durch Elektroschocks, allerdings hat sie ihren Tod nur vorgetäuscht. Sie hat eine heimliche Liebesaffäre mit Blackburn, tötet ihn jedoch, um dessen Tod ihrem verhassten Noch-Ehemann anzuhängen. Minuten zuvor hatte Blackburn Steven in die sogenannte „Reiz-Übersättigungskammer“ gesperrt. Diese begehbare Apparatur sollte laut Dr. Vannacutt "Verrückte kurieren und Normale verrückt machen". Sara und Eddie befreien Steven und finden später Blackburns enthaupteten Leichnam in der Reiz-Übersättigungskammer. Im ehemaligen Büro von Dr. Vannacutt entdecken Sara und Eddie, dass die geladenen Gäste die Nachkommen der ehemaligen, sadistischen Ärzte und Krankenschwestern der Psychiatrie sind. Offenbar wollten sich die im Gebäude gefangenen Geister der Patienten rächen und hatten Stevens Einladungen manipuliert.
Unterdessen liefern sich Steven und Evelyn eine handfeste Auseinandersetzung, bis Evelyn in eine verborgene Kammer stürzt. Dadurch wird eine Art dämonisches Wesen in Gestalt einer schwärzlichen Tintenwolke entlassen, die umgehend Evelyn verschlingt. Die verbliebenen Gäste fliehen mit Steven in die oberen Stockwerke, auf dem Weg dorthin wird auch Pritchett verschlungen. Im Dachgeschoss eingekesselt, opfert sich Steven, um Sara und Eddie zu retten, der Geist von Pritchett entriegelt eine Dachluke, durch die Sara und Eddie ins Freie entkommen können. Weil Eddie zuvor die mit Millionen belasteten Checks von Steven entwendet hatte, sind beide nun steinreich. Da gibt es nur ein Problem: sie sitzen auf der Dachbalustrade in 160 Metern Höhe fest. Ob sie jemals gerettet werden, lässt das Filmende offen.

## Hintergrund
Bei Kosten von 37 Millionen US-Dollar spielte der Film 40 Millionen US-Dollar und weitere 36 Millionen durch DVD-Verkäufe ein.
Den Park Terror Incognito gibt es, er heißt jedoch Islands of Adventure in Orlando, Florida, USA und die Achterbahn The Incredible Hulk Coaster.
Der Hauptcharakter Steven Price ist nach Vincent Price benannt, der in der Originalversion des Films von 1959 die Hauptrolle spielte. Die Co-Produzentin Terry Castle ist die Tochter des Regisseurs William Castle, der bei dem Originalfilm von 1959 die Regie führte. An den Wänden im Keller des Gebäudes sind Aufschriften in schlecht formuliertem Deutsch zu lesen.

## Kritik
John J. Puccio schreibt auf DVDTown.com, dass der Film zu viele Spezialeffekte und zu wenig Spannung habe.
Steve Murray bezeichnet den Film im Atlanta Journal-Constitution als „blutiges Durcheinander“.
Das Lexikon des internationalen Films schrieb: „Misslungener Gruselfilm, der vergeblich versucht, das klassische Horror-Sujet des verwunschenen Hauses mit Hilfe von Krimi-Elementen und einem parodistischen Ansatz zu modernisieren.“

## Auszeichnungen
Taye Diggs erhielt 2000 einen „Blockbuster Entertainment Award“, Famke Janssen wurde für den „Blockbuster Entertainment Award“ nominiert.

## Fortsetzung
Im Oktober 2007 erschien die Fortsetzung Haunted Hill – Die Rückkehr in das Haus des Schreckens (Return to House on Haunted Hill) als Direct-to-Video-Produktion. Die Regie übernahm Víctor García und in tragenden Rollen waren u. a. Amanda Righetti und Cerina Vincent zu sehen.